# سارا کاترین هوک
سارا کاترین هوک (انگلیسی: Sarah Catherine Hook؛ زادهٔ ۲۱ آوریل ۱۹۹۵) بازیگر اهل ایالات متحده آمریکا است. وی از سال ۲۰۱۶ میلادی تاکنون مشغول فعالیت بوده است.
از فیلم‌ها یا مجموعه‌های تلویزیونی که وی در آن‌ها نقش داشته است، می‌توان به مقاصد بی‌رحمانه، وایت لوتوس، نظم و قانون: واحد قربانیان ویژه و احضار: شیطان مرا وادار کرد اشاره نمود.